# Joint Test Action Group
Joint Test Action Group je standard definovaný normou IEEE 1149.1, tzv. Standard Test Access Port (TAP). Jedná se o architekturu Boundary-Scan pro testování plošných spojů, programování FLASH pamětí apod.

## Signály rozhraní
1. TDI (Test Data In)
2. TDO (Test Data Out)
3. TCK (Test ClocK)
4. TMS (Test Mode Select)
5. TRST (Test ReSeT) – volitelný

Data jsou přenášena sériově.

## JTAG Konektory

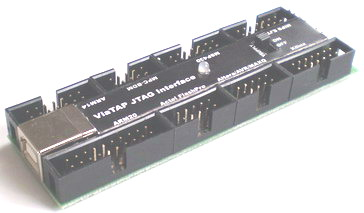
JTAG Rozhraní ViaTAP

Přestože je JTAG standardizovaný, konektory na připojení JTAG adaptéru nikoliv. Většina výrobců používá vlastní pinout, přičemž je většinou použit "pinheader" s roztečí 2,54 mm (0,1 palce). Obecně se napříč mezi výrobci rozšířilo jen pár zapojení JTAGu (zejména MIPS EJTAG, ARM JTAG) .

## Použití
JTAG je možné použít kromě primárního účelu, kterým je testování plošných spojů a interní funkce obvodů, také k programování flash pamětí, procesorů, FPGA, CPLD a dalších. K tomuto bylo vytvořeno několik standardů, např. IEEE 1532, JEDEC STAPL, nebo nestandardizovaný, ale hodně používaný Serial Vector Format .